# کوین کویلی
کوین کویلی (انگلیسی: Kevin Kewley؛ زادهٔ ۲ مارس ۱۹۵۵) بازیکن فوتبال اهل بریتانیا است.
از باشگاه‌هایی که در آن بازی کرده‌است می‌توان به باشگاه فوتبال لیورپول اشاره کرد.